# Ninjago: Abenteuer in neuen Welten (Master of the Mountain)
Abenteuer in neuen Welten (Originaltitel Master of the Mountain) ist die dreizehnte Staffel der computeranimierten TV-Serie Ninjago (vor Staffel 11 Ninjago: Meister des Spinjitzu). Die Serie wurde von Michael Hegner und Tommy Andreasen entwickelt. Die Staffel, die nach Abenteuer in neuen Welten (Prime Empire) spielt, wurde vom 8. bis 15. Oktober 2020 ausgestrahlt.
Die dreizehnte Staffel folgt den Ninjas auf ihrer Reise in das fiktive Königreich Shintaro. Im Mittelpunkt der Staffel steht Cole, der die Verliese unter dem Shintaro-Berg entdeckt. In der Staffel werden zwei Stämme, die Geckels und die Munks, die in den Bergen leben, sowie der Hauptgegner der Staffel, der Totenkopfzauberer, vorgestellt. Das Staffelfinale endet damit, dass Cole eine neue Fähigkeit freischaltet, die als „Spinjitzusturm“ bezeichnet wird, und den Totenkopfzauberer besiegt, der sich als Shintaros Herrscher, König Vangelis, herausstellt.

## Synchronisation (Hauptcharaktere)
| Rolle                                | Englischer Sprecher | Deutscher Sprecher   |
| ------------------------------------ | ------------------- | -------------------- |
| Lloyd Garmadon                       | Sam Vincent         | Christian Zeiger     |
| Kai                                  | Vincent Tong        | Jörn Linnenbröker    |
| Jay                                  | Michael Adamthwaite | Sebastian Kluckert   |
| Zane                                 | Brent Miller        | Timo Kinzel          |
| Cole                                 | Kirby Morrow        | Dirk Stollberg       |
| Nya                                  | Kelly Metzger       | Magdalena Turba      |
| Meister Wu                           | Paul Dobson         | Reinhard Scheunemann |
| König Vangelis/Der Totenkopfzauberer | Deven Mack          | Marko Bräutigam      |
| Prinzessin Vania                     | Sabrina Pitre       | Jenny Maria Meyer    |

## Erscheinung
Die Staffel wurde erstmals in einem 30-sekündigen Teaser vorgestellt, der am 17. Juni 2020 auf dem Lego YouTube-Kanal veröffentlicht wurde. Am 22. Juni 2020 folgte ein offizieller Trailer. Die Staffelpremiere erfolgte am 8. Oktober 2020 mit den ersten beiden Folgen der Staffel. Die letzten 4 Folgen der Staffel wurden am 12. Oktober veröffentlicht, die Folgen 9, 10, 11 und 12 wurden später, am 14. und 15. Oktober veröffentlicht.

## Handlung
Die Ninja und Meister Wu werden in das Königreich von Shintaro eingeladen. Sie treffen König Vangelis und seine Tochter Vania, die sich für Cole interessiert. In dieser Nacht dringt ein Geckel in Coles Zimmer ein, der feststellt, dass die Kreatur die Halskette seiner Mutter trägt. Vania führt Cole zu einem geheimen Eingang, der in die Verliese von Shintaro führt. Sie entdecken die Geckels und die Munks, zwei Stämme, die von einem bösen Totenkopfzauberer zur Arbeit in den Minen gezwungen werden, wo Cole gefangen genommen wird. 
Vania führt die Ninja in die Kerker, aber sie werden von den Erwachten Kriegern gefangen genommen, die durch den Totenkopf des Zauberers Hazza D'ur wiederbelebt werden können. Einer der Geckels erzählt Cole von 2 Klingen, die von einer Kriegerin namens „Gilly“ geführt wurden, die die Stämme von einem Drachen namens Gigant-Drache befreite. Der Diebstahl der Klingen führte zu einer Spaltung zwischen den beiden Stämmen. Die Ninja entkommen und befreien die Stämme. Sie teilen sich auf, wobei Kai und Zane einen Tunnel mit den Geckels und Lloyd, Jay und Nya einen anderen Tunnel mit den Munks nehmen. Cole wird von dem Totenkopfzauberer gezwungen, einen anderen Tunnel zu nehmen.
Nya, Jay und Lloyd treffen die Königin der Munks, Murtessa, die Gefallen an Jay findet. Murtessa fordert Nya zu einem Duell heraus. Sie gewinnt und wird Königin der Munks. In der Zwischenzeit werden Kai und Zane vom Geckel-Kanzler beschuldigt, für den Totenkopfzauberer zu arbeiten, und müssen gegen ein Nashorn als Test antreten. Nachdem sie den Test bestanden haben, bemerken Kai und Zane, dass Gleck Coles Halskette trägt. Sie erkennen, dass „Gilly“ Coles Mutter Lilly war. Gulch tritt als Kanzler zurück und übergibt das Amt an Kai.
Vania beschließt, Cole zu verfolgen und rettet ihn vor riesigen Spinnen. Sie kehren an die Oberfläche zurück und informieren Wu über die missliche Lage der Ninjas. Sie involvieren König Vangelis, doch der offenbart ihnen, dass er der Totenkopfzauberer ist. Vangelis drückt einen Knopf, der eine Falltür öffnet und Cole, Wu und Vania fallen in den Abgrund. Nach einer sicheren Landung auf Rock-Bottom werden Wu, Cole und Vania von Fungus, Korgran und Plundar empfangen, die sich selbst „Tieflies“ nennen. Sie enthüllen, dass sie geschickt wurden, um den Schädel zu holen, aber Vangelis verbannte sie in den Fuß des Berges. Cole beschließt, den Namen des Teams in „Die Oblies“ zu ändern. Die Oblies, Cole, Wu und Vania entdecken das Herz des Berges, einen legendären Tempel der Meister der Erde. Wu erklärt Cole die Lehre des Spinjitzusturms, der daraufhin einen Mech findet und bedient, um die Gruppe an die Oberfläche zurückzubringen.
Nya und Kai führen die Stämme zu einem Friedenstreffen, werden aber von dem untoten Gigant-Drachen überfallen, der die Stämme zwingt, in eine Sicherheitshöhle zu fliehen. Verfolgt von einem Magmamonster gelangen Cole, Prinzessin Vania, Wu und die Lowly zu einem geheimnisvollen Tempel tief im Shintaro-Berg, einem Tempel, der einst ein Trainingsgelände für Erd-Elementarmeister war, darunter auch Coles eigene Mutter Lilly! Der Totenkopfzauberer täuscht Lloyd vor, dass die Munks und Geckels frei kommen können, aber er versklavt sie und die Ninja werden gefangen genommen. Cole, die Oblies, Prinzessin Vania und Wu entdecken, dass der Steinmech mit Elementarkraft betrieben wird, und befestigen ihn an den Minenkarren, um sich einen Weg aus dem Berg zu bahnen und dem bösen Totenkopfzauberer entgegenzutreten! Cole und die Oblies erreichen die Festung des Totenkopfzauberers und finden die Ninja in Käfigen eingesperrt. Die Geckels und die Munks müssen wieder in der Kettenbande arbeiten und Tiefenstein abbauen. Cole und sein Team wagen sich in den Untergrund, um den Totenkopfzauberer zu bekämpfen. Cole bekämpft ihn mit den Klingen der Geckels und Munks, muss aber feststellen, dass sie machtlos sind. Er hat einen Gedanken an seine Mutter Lilly, woraufhin er den Spinjitzusturm freischaltet und den Schädel, die erwachten Krieger und den Gigant-Drachen vernichtet. Vania kommt mit Wu und den Wachen von Shintaro an, die Vangelis festnehmen und Vania zur Königin von Shintaro krönen.

## Episoden
| Nr. (ges.) | Nr. (St.) | Deutscher Titel                              | Originaltitel          | Regie            | Drehbuch                  | Premiere USA  | Dt. Premiere D |
| ---------- | --------- | -------------------------------------------- | ---------------------- | ---------------- | ------------------------- | ------------- | -------------- |
| 145        | 1         | Shintaro                                     | Shintaro               | Daniel Ife       | Kevin Burke & Chris Wyatt | 13. Sep. 2020 | 8. Okt. 2020   |
| 146        | 2         | In der Finsternis                            | Into the Dark          | Shane Poettcker  | Kevin Burke & Chris Wyatt | 13. Sep. 2020 | 28. Sep. 2020  |
| 147        | 3         | Die schlechteste Rettungsaktion aller Zeiten | The Worst Rescue Ever  | Wade Cross       | Chato Hill                | 20. Sep. 2020 | 9. Okt. 2020   |
| 148        | 4         | Die doppelten Klingen                        | The two blades         | Daniel Ife       | Bragi Schut               | 20. Sep. 2020 | 9. Okt. 2020   |
| 149        | 5         | Königin Murtessa                             | Queen of the Munce     | Shane Poettcker  | Bargi Schut               | 27. Sep. 2020 | 12. Okt. 2020  |
| 150        | 6         | Die Prüfung des Mino                         | Trial by Mino          | Wade Cross       | Kevin Burke & Chris Wyatt | 27. Sep. 2020 | 12. Okt. 2020  |
| 151        | 7         | Der Totenkopf-Zauberer                       | The Scull Sorcerer     | Daniel Ife       | Kevin Burke & Chris Wyatt | 4. Okt. 2020  | 13. Okt. 2020  |
| 152        | 8         | Der tiefe Fall                               | The Real Fall          | Shane Poettecker | Bargi Schut               | 4. Aug. 2020  | 13. Okt. 2020  |
| 153        | 9         | Höhlen-Party!                                | Dungeon Party!         | Wade Cross       | Kevin Burke & Chris Wyatt | 11. Okt. 2020 | 14. Okt. 2020  |
| 154        | 10        | Cole und sein Element                        | Dungeon Crawl!         | Daniel Ife       | Kevin Burke & Chris Wyatt | 11. Okt. 2020 | 14. Okt. 2020  |
| 155        | 11        | Der Gigant-Drache                            | Grief-Bringer          | Shane Poettecker | Bragi Schut               | 18. Okt. 2020 | 15. Okt. 2020  |
| 156        | 12        | Meister geben niemals auf                    | Masters Never Quit     | Wade Cross       | Bragi Schut               | 18. Okt. 2020 | 15. Okt. 2020  |
| 157        | 13        | Die Schutz-Höhle                             | The Darkest Hour       | Daniel Ife       | Kevin Burke & Chris Wyatt | 25. Okt. 2020 | 16. Okt. 2020  |
| 158        | 14        | Der Aufstieg                                 | The Ascent             | Shane Poettecker | Bragi Schut               | 25. Okt. 2020 | 16. Okt. 2020  |
| 159        | 15        | Die Oblies schlagen zurück!                  | The Upply Strike Back! | Wade Cross       | Bragi Schut               | 1. Nov. 2020  | 19. Okt. 2020  |
| 160        | 16        | Der Sohn von Lilly                           | The Son of Lilly       | Daniel Ife       | Bragi Schut               | 1. Nov. 2020  | 19. Okt. 2020  |